# Erythroprosopon phoenix
Erythroprosopon phoenix är en mångfotingart som beskrevs av Karl Wilhelm Verhoeff 1936. Erythroprosopon phoenix ingår i släktet Erythroprosopon och familjen Pachybolidae. Inga underarter finns listade i Catalogue of Life.